# Lingé
Lingé – miejscowość i gmina we Francji, w Regionie Centralnym, w departamencie Indre.
Według danych na rok 1990 gminę zamieszkiwały 263 osoby, a gęstość zaludnienia wynosiła 8 osób/km² (wśród 1842 gmin Centre, Lingé plasuje się na 878. miejscu pod względem liczby ludności, natomiast pod względem powierzchni na miejscu 287.).